# Korsheden och Blomsteränget
Korsheden och Blomsteränget är en av SCB tidigare avgränsad och namnsatt småort i Smedjebackens kommun i Dalarnas län. Den omfattar bebyggelse i Korsheden och Blomsteränget i Söderbärke socken. 2015 hade folkmängden i området minskat och småorten upplöstes.